# Eldo
För andra betydelser, se Eldo (olika betydelser).
Eldo (egentligen Eldoka), född som Leszek Kaźmierczak 27 juli 1979 i Warszawa, är en polsk rapmusiker och poet. Medlem i den forna rapgruppen Grammatik. Artistnamnet har han tagit från sina initialer L.K.